# Darren Paffey
Darren James Paffey est un homme politique britannique du parti travailliste qui est député de Southampton Itchen depuis 2024. Il est auparavant chef adjoint du conseil municipal de Southampton City (en) et représente le ward de Bargate (en) au conseil municipal depuis 2011.

## Carrière
Il gagne avec 15 782 voix le 4 juillet 2024, battant le candidat du parti conservateur arrivé en deuxième position, Sidney Yankson. Le député en exercice était Royston Smith, qui occupait ce siège depuis le 7 mai 2015. Ce dernier annonce sa retraite de la politique en 2023 et ne se représente âs en 2024.
Darren Paffey s'est déjà présenté aux élections législatives de 2015 et 2017 pour la circonscription de Romsey and Southampton North, augmentant considérablement la part des voix du parti travailliste à ces deux occasions.
Il est professeur associé d’espagnol et de linguistique à l’Université de Southampton où il enseigne la sociolinguistique et la politique linguistique.